# Dawson (Georgia)
Dawson è una città degli Stati Uniti d'America, situata nello Stato della Georgia e in particolare nella contea di Terrell, della quale è il capoluogo. Costituita il 22 dicembre 1857, il nome della città è un omaggio al senatore William Crosby Dawson.